# 에릭 매비어스
에릭 메이비어스(Eric Mabius, 1971년 4월 21일 ~ )는 미국의 배우이다.

## 출연 작품
- 레지던트 이블
- 어글리 베티